# 山口市立大内南小学校
山口市立大内南小学校（やまぐちしりつ おおうちみなみしょうがっこう）は、山口県山口市大内矢田南にある公立小学校。1993年に山口市立大内小学校から分離独立し、開校。

## 概要
山口市大内地区は、かつては田園が広がる農村地帯だったが、1970年代 - 1980年代ごろから山口市中心市街地のベッドタウンとして住宅地の開発が進み、人口の増加が著しくなった。そのため、1993年に大内小学校から分離し、大内南小学校として開校することとなった。

## 沿革
出典
- 1988年（昭和63年）
  - 8月 - 山口市は、新設小学校基本方針を決定。大内自治会に対し、候補地の選定と校区割りについての答申を依頼。
  - 10月 - 新設小学校に係る庁内推進本部を設置。
  - 12月 - 「大内小学校分離専門委員会」設置。
- 1989年（平成元年）7月 - 第1回地権者全体説明会建設実行委員会発足。
- 1990年（平成2年）
  - 3月 - 建設実行委員会開催。
  - 10月 - 校名選考委員会開催。
  - 11月 - 校名を「大内南小学校」と決定。
- 1991年（平成3年）9月 - 校舎建築工事竣工式挙行。
- 1992年（平成4年）
  - 1月 - 校章決定。
  - 2月 - 大内南小学校開校式準備委員会発会式。
- 1993年（平成5年）
  - 3月26日 - 大内小学校分離式挙行。
  - 3月28日 - 大内南小学校竣工式挙行。
  - 4月1日 - 山口市立大内小学校から分離し、山口市内18番目の小学校として開校。
  - 4月8日 - 開校式と最初の始業式挙行。
  - 4月9日 - 第1回入学式挙行。最初の新入生は142名。
  - 5月25日 - プール建設工事着工。
  - 9月29日 - プール完成。
  - 10月3日 - 第1回秋季大運動会開催。
  - 11月5日 - 校歌披露。第1回校内音楽会開催。
- 1994年（平成6年）
  - 2月24日 - 校門横のソーラー時計が郵政省から寄贈され、除幕式挙行。
  - 3月18日 - 第1回卒業式挙行。最初の卒業生は128名。
- 1995年（平成7年）
  - 2月10日 - 1月17日に発生した阪神大震災で、学校・PTAの義援金を送った。
  - 4月6日 - 学級増対応のため、ベランダに新教室完成。
- 1997年（平成9年）6月25日 - 開校5周年記念行事開催し、愛唱歌「みなみかぜ」作成[2]。
- 1998年（平成10年）3月31日 - 安野一志校長より、ソーラー時計が寄贈された。
- 2000年（平成12年）6月20日 - 図書ボランティア「たんぽぽの会」発足。
- 2002年（平成14年）10月19日 - 開校10周年記念行事（大山のぶ代の講演等）開催。
- 2009年（平成21年）3月27日 - 低学年教室に扇風機設置。
- 2012年（平成24年）
  - 9月15日 - 開校20周年記念秋季大運動会開催し、この他の記念学校行事も開催。
  - 11月17日 - みなみっ子フェスタ2012開催し、この他のPTA記念事業実施。

## 服装
- 市内の小学校では珍しく開校時より制服が指定されておらず、私服での登校が認められていたが、平成22年度入学児童からは制服の着用が指定された。

## 通学区域と進学先中学校
出典

### 通学区域
- 大内畑、菅内、菅内団地、菅内台、小野、問田、小京都ニュータウン、姫山台、下千坊（県道山口防府線北側を除く区域）、上千坊、中村、下矢田、中矢田、茅野神田、姫山団地
  - 学校選択制により、小鯖小学校の通学区域である小鯖菅内団地から、本校への通学が可能。

### 進学先中学校
- 山口市立大内中学校

## 周辺
- 公文式山口大内矢田教室
- 問田川
- 中国自動車道

## アクセス
- 山口市コミュニティバス「大内ルート」[4]で、「大内南小学校前」停留所下車。
  - JR西日本山口線山口駅から、上述のコミュニティバスに乗車し23分、「大内南小学校前」停留所下車。
  - 山口市役所（市役所前停留所）から、上述のコミュニティバスに乗車し27分、「大内南小学校前」停留所下車。